# Ударно-спусков механизъм
Ударно-спусков механизъм (УСМ) в огнестрелното оръжие е механизъм, осигуряващ разбиването на капсула на патрона.
Основни детайли в УСМ са:
- Ударник, непосредствено набождащ капсула с предния си край (иглата). Ударникът, като правило, се намира вътре в затвора;
- бойна пружина – придава на ударника необходимата енергия;
- шептало – застопоряващ механизъм във взведено (бойно) положение;
- спусък или бутон, педал и т.н., с помощта на който стрелецът управлява целия механизъм. Ако е необходимо дистанционно управление на огъня, вместо спусък се използват електромагнитни или пневматични устройства;
- междинни детайли – петле (в механизмите с петле, виж по-долу), лостчета, тецести, пружини.

С УСМ обикновено е свързан предпазителят на оръжието с различен вид конструкция.
Към отделни образци оръжия може да се направи разделение на ударен и спусков механизъм (например, винтовката на Мосин-Наган).

## Принцип на действие на УСМ

### В неавтоматичното оръжие
Преди произвеждането на изстрела УСМ се привежда във взведено положение. В това положение:
- бойната пружина е под напрежение;
- ударникът или петлето, намиращи се под действието на бойната пружина, се опират на шепталото със своята повърхност, наречено боен взвод.

За да се произведе изстрел, стрелецът натиска спусъка, извеждайки шепталото от допира, и отстопорява бойния взвод. Ударникът (петлето) под действие на бойната пружина се устремява напред и нанася с иглата удар по капсула.

За следващия изстрел стрелецът ръчно привежда УСМ във взведено положение.
Конструкцията на УСМ не позволява да се произведе спуск при не напълно затворен затвор.

### В автоматично оръжие
УСМ в болшинството образци автоматично оръжие се отличава с това, че неговото взвеждане се случва в процеса на автоматичното презареждане на оръжието. За да се осигури възможност за стрелба с единични изстрели, УСМ се снабдява с разединител, благодарение на който ударникът или петлето след изстрел се блокира от шепталото, независимо от това натиснат ли е спусъкът или не. За да се произведе следващия изстрел, е необходимо да се отпусне и отново да се натисне спусъкът.

При водене на автоматичен (непрекъснат) огън УСМ осигурява спуск от бойния взвод всеки път след затварянето на затвора, докато е натиснат спусъкът.

## Класификация на УСМ
УСМ може да има отделна бойна пружина или (в автоматичното оръжие) да използва част от енергията на възвратната пружина, която в този случай се нарича възвратно-бойна.

### УСМ с отделна бойна пружина
УСМ с отделна бойна пружина се подразделят на ударникови (с ударник) и с петле.

#### УСМ с ударник
Бойната пружина непосредствено въздейства на ударника, привеждайки го в постъпателно движение. Така са устроени болшинството винтовки с плъзгащ затвор, много самозарядни пистолети и др.

#### УСМ с петле
Бойната пружина привежда във въртеливо движение петлето, което, на свой ред, нанася удар по задния край на ударника (понякога петлето може да има линейно движение). УСМ с петле са широко използвани в оръжията от всички класове. Ударникът като самостоятелен детайл може да отсъства. Тогава иглата се намира непосредствено на самото петле (при много револвери). За увеличаване на безопасността обикновено има и междинен взвод на предпазител – фиксиране на петлето от шепталото в междинно положение, от което то може да се постави само на боен взвод, но не и да се спусне, или отбой на петлето, при който спуснатото петле се отвежда назад на предпазен взвод.

### УСМ с възвратно-бойна пружина
Възвратно-бойната пружина може да предава енергия на ударника по различни начини:
- чрез затворната рама, която в края на своето движение напред нанася удар по задния край на ударника, както е при много картечници, стрелящи с отворен затвор („със задно шептало“);
- непосредствено, при това ударникът може да е твърдо закрепен в затвора и фактически целият затвор представлява масивен ударник. Това решение е типично за картечните пистолети;
- чрез специален лост (в някои образци, например в пистолета на Браунинг образец 1900 г.).

### Класификация на УСМ по начина на взвод

#### УСМ с единично действие
В УСМ с единично действие (на английски: Single Action, SA) при натискане на спусъка става само спуск на предварително взведения механизъм. УСМ с единично действие е възможно да се взведе само чрез външно въздействие на неговия ударен елемент (петле, по-рядко ударник) – дали чрез издърпване на затвора или с пръст на стрелеца. Например при Colt M1911A1 и ТТ.

#### УСМ с двойно действие
УСМ с двойно действие, или самовзводен (на английски: Double Action, DA), може да се използва двояко: или като УСМ с единично действие, или при натискане на спусъка първо да има взвод на петлето (ударника), а след това спуск. УСМ с двойно действие се използват основно в късостволното оръжие (пистолети и револвери). Той значително увеличава оперативността на оръжието, но влияе отрицателно на точността на стрелбата, тъй като усилието на спуска и хода на спусъка при стрелба със самовзвод е много по-голямо, отколкото при предварителен взвод. В автоматичните пистолети този недостатък се проявява само при първия изстрел. При втория и последващите изстрели УСМ се взвежда под действието на автоматиката.
През последните десетилетия получават разпространение УСМ, действащи само със самовзвод (на английски: Double Action Only, DAO). Приема се, че оръжието с такъв механизъм няма нужда от предпазител, тъй като изстрел може да се произведе само при пълното натискане на спусъка, а снижаването на точността на стрелбата в много практически случаи може да се пренебрегне.
Друг вариант на решение на УСМ, използван например в пистолетите Глок и Smith & Wesson „Сигма“ – когато бойната пружина преди изстрела се взвежда частично, а при натискане на спусъка се „довзвежда“.

## Примери за типични конструкции УСМ

### Винтовка Мосинобразец 1891/30 г. (Русия, СССР)
Ударник и вита цилиндрична бойна пружина поместени в затвора. Натягането на бойната пружина става при отваряне на затвора; при затваряне има боен взвод на ударника, който се опира на шепталото. Възможно е взвеждането на ударника ръчно при закрит затвор, за което е необходимо да се изтегли петлето назад (в този случай петлето е наконечник, навинтен на ударника). За поставяне на предпазител петлето трябва да се изтегли до откат и да се завърти обратно на часовниковата стрелка.

### Револвер Наган образец 1895 г.(Белгия, Русия, СССР)
УСМ с петле с двойно действие (има и вариант с единично действие), иглата е шарнирно поставена на петлето, бойната пружина – пластинчата, двупера, поставена в дръжката. Шепталото е цял детайл със спусъка. Няма предпазител, но при ненатиснат спусък специален детайл не позволява на иглата да удари капсула. При взвеждане петлето привежда в действие специфичен заключващ механизъм, бутащ барабана на револвера напред, а спусъкът с особена издатина застопорява барабана да не се върти.

### Пистолет Колт М1911(САЩ)
УСМ с петле, с единично действие. Бойната пружина е вита, цилиндрична, разположена в дръжката зад пълнителя, усилието на петлето се предава с издърпвач. Ударникът е подпружинен за предотвратяване на случайни изстрели. Спусъкът се движи надлъжно в пазове на рамата на пистолета. Има два предпазителя: един блокира шепталото и затвора, а вторият – спусковия дърпач. При включени предпазители петлето може да остане на боен взвод (на английски: Cocked and locked), с това се компенсира недостатъчната оперативност на УСМ с единично действие. Освен това има и предохранителен взвод на петлето.

### Пистолет ТТ(СССР)
УСМ с петле, с единично действие. Бойната пружина е вита цилиндрична, разположена в кухина на петлето. Ударникът е подпружинен за предотвратяване на случайни изстрели. Спусъкът се движи надлъжно в пазове на рамата на пистолета. Предпазител като такъв няма, неговата роля се изпълнява от предохранителния взвод на петлето. Особеност на конструкцията е, че целият УСМ, освен спусъка и ударника, е изпълнен във вид на един лесно изваждащ се възел.

### КартечницаПК(СССР)
УСМ с възвратно-бойна пружина, осигурява само автоматичен огън. Бойният взвод се намира на затворната рамка, c нея е свързан и ударникът. Когато след затваряне на затвора затворната рама продължава движението си напред, ударникът под нейното действие се придвижва по канал в затвора и разбива капсула. В танковия вариант на картечницата (ПКТ) вместо спусък има електромагнитен спусков механизъм (електроспусък), включващ се с копче.

### Картечен пистолетППШ(СССР)
Типичен за масовите картечни пистолети опростен УСМ с възвратно-бойна пружина, ударник твърдо закрепен в затвора, бойният взвод е разположен на затвора. Има превключвател за единична и автоматична стрелба. Предпазителят блокира движението на затвора.

### АвтоматАКМ(СССР)
УСМ с петле, скрито в цевната кутия, взвеждането му е възможно само с издърпване на затворната рама назад. УСМ има три шептала: първото, монолитен детайл със спусъка удържа петлето на боен взвод при отпуснат спусък; второто (шептало за единичния огън) удържа петлето при натиснат спусък в режим единичен огън; третото (шептало на автоспуска) в режим на автоматичен огън удържа петлето до затварянето на затвора, спуска от това шептало осигурява затворната рама, когато се намира в крайно предно положение. За намаляване на темпа при автоматична стрелба движението на петлето след спуска се спира от специален детайл – забавител. Бойната пружина е спирална, ударникът е поместен в канала на затвора. Предпазителят, обединен с превключвателя за режима на стрелбата, блокира спусъка и ограничава движението на затворната рама.

### ПистолетПМ(СССР)
УСМ с петле с двойно действие с отбой на петлето (в спуснато положение петлето не докосва ударника). Ударникът не е подпружинен. Бойната пружина е пластинчата, обединена с пружината на шепталото, пружината на лоста за взвода и законтрянето на пълнителя, разположена е в дръжката на пистолета зад пълнителя. При включване на предпазителя става безопасен спуск на петлето от бойния му взвод, блокират се затворът, ударникът и петлето.

## Законови разпоредби
От 7 май 2019 г., когато в Държавен вестник са обнародвани поправки в закона за оръжията ЗОБВВПИ, заключващите механизми за спусъка са задължителен атрибут при пренасянето на ловни и спортни оръжия. Промените са регламентирани в Чл. 96., ал 4. от ЗОБВВПИ, а точният текст гласи:
„Чл. 96., ал 4. (Изм. – ДВ, бр. 37 от 2019 г.) Лицата, получили разрешение за носене и употреба на огнестрелни оръжия и боеприпаси за тях за ловни или спортни цели, пренасят огнестрелното оръжие без поставени в него или в зарядното устройство боеприпаси, а барута и капсулите по чл. 6, ал. 5, т. 1 и 2 – разделно. Оръжието се пренася в затворен транспортен куфар. Дългоцевното оръжие може да се пренася и в калъф със заключващо устройство на спусъка.“